# Ліфшиц Михайло Ілліч
Михайло Ілліч Ліфшиц (20 квітня 1905 , Конотоп, Чернігівська губернія  — 25 листопада 1986 , Москва ) — радянський оператор неігрового кіно, фронтовий кінооператор у роки німецько-радянської війни.

## Життєпис
Народився 1905 року в Конотопі (нині Сумська область) у сім'ї службовців. Навчався в електротехнічному технікумі, з 1924 року почав працювати кіномеханіком, а з 1930 року — в кінохроніці. Був оператором будівництва комбінату імені Сталіна у Бобриках (зараз НАК «Азот»), Магнітогорського металургійного комбінату . З початку 1932 року перебував у групі кінопоїзда тресту «Союзкінохроніки» .
З 1936 по 1938 року — оператор на Московській студії кінохроніки, з травня 1938 року — на Ростовській студії кінохроніки. В 1941 році повернувся до Москви на Центральну студії кінохроніки . Ніс військову службу в лавах Червоній армії з 1942 року в званні старшого техніка-лейтенанта . Працював у кіногрупах Чорноморського  та Північного флоту, 3-го Прибалтійського фронту, мав позитивні відгуки командування .
Після закінчення війни і до 1950 року працював на Центральній студії документальних фільмів. У жовтні 1950 року був переведений на корпункт Північно-Кавказької студії кінохроніки до Махачкали . У 1953 році працював на корпунктах у Хакасії та Туві . З 1954 по 1959 рік — на корпункті Далекосхідної студії кінохроніки в Магадані, потім був повернутий до Москви.
Автор понад 500 сюжетів для кіноперіодики: «Східний Сибір», «На сторожі СРСР», «Наука і техніка», «Новини дня», «Піонерія», «Північний Кавказ», «Радянський Далекий Схід», «Радянський спорт», « Соціалістичне село», «Союзкіножурнал»  .
Член Спілки кінематографістів СРСР з 1959 року .

## Вибрана фільмографія
- 1930 — Підмосковний гігант (разом з М. Ошурковым)
- 1931 — Червоний спорт / Готовий до праці та оборони (разом з І. Біляковим, В. Єшуріним, М. Ошурковим)
- 1932 — Лист колгоспникам
- 1932 — Пуск Дніпробуду (разом з Г. Троянським)
- 1932 — 1 Травня в Москві (у співавторстві)
- 1937 — Рибні багатства Далекого Сходу (разом з групою операторів)
- 1941 — Кріпи протипожежну оборону (разом з О. Рейзман)
- 1941 — Прибуття в СРСР англійської та американської делегацій на нараду трьох держав (разом з групою операторів)
- 1943 — Штурм Новоросійська (разом з групою операторів)
- 1944 — Битва за Севастополь (разом з групою операторів)
- 1944 — Звільнення Пскова (разом з групою операторів)
- 1944 — Штурм і висадка десанту в Петсамо (разом з групою операторів)
- 1945 — XXVIII Жовтень (разом з групою операторів)
- 1945 — У день Перемоги (разом з групою операторів)
- 1949 — 1 Травня (разом з групою операторів)
- 1949 — 1 Травня 1949 (разом з групою операторів)
- 1949 — За високий урожай (разом з групою операторів)

## Нагороди
- медаль «За оборону Кавказу» (1944) [7]
- медаль «За оборону Радянського Заполяр'я» (1945) [7]
- медаль «За перемогу над Німеччиною у Великій Вітчизняній війні 1941—1945 рр.» (1945) [7]
- орден Червоної Зірки (28 травня 1945)[8]
- орден Вітчизняної війни II ступеня (6 квітня 1985)[9]